# John Wood Oman
John Wood Oman (* 26. Juni 1860 in Stenness (Orkney); † 17. Mai 1939 in Cambridge) war ein presbyterianischer Geistlicher und Religionsphilosoph.

## Leben

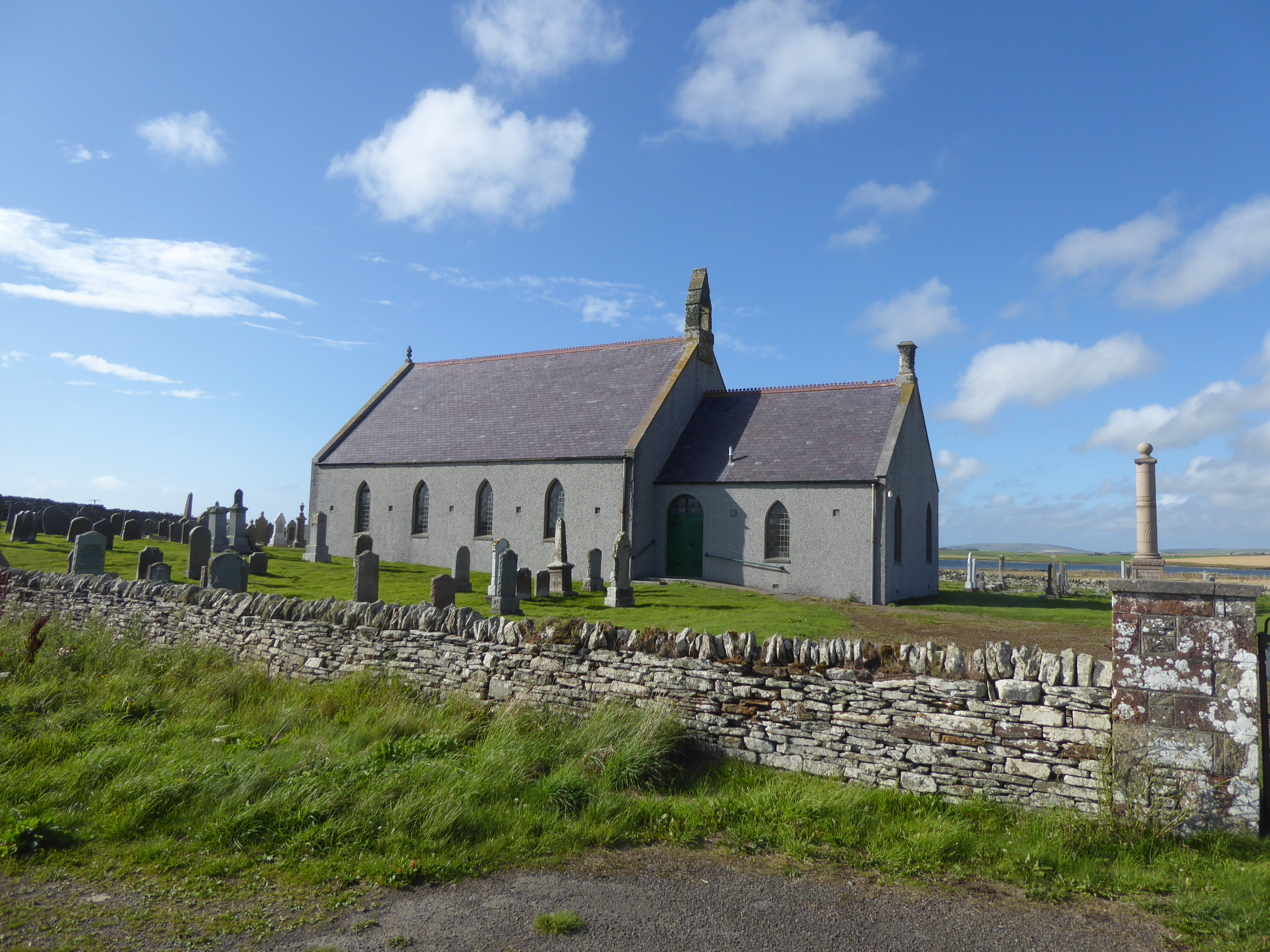
Stenness Kirk

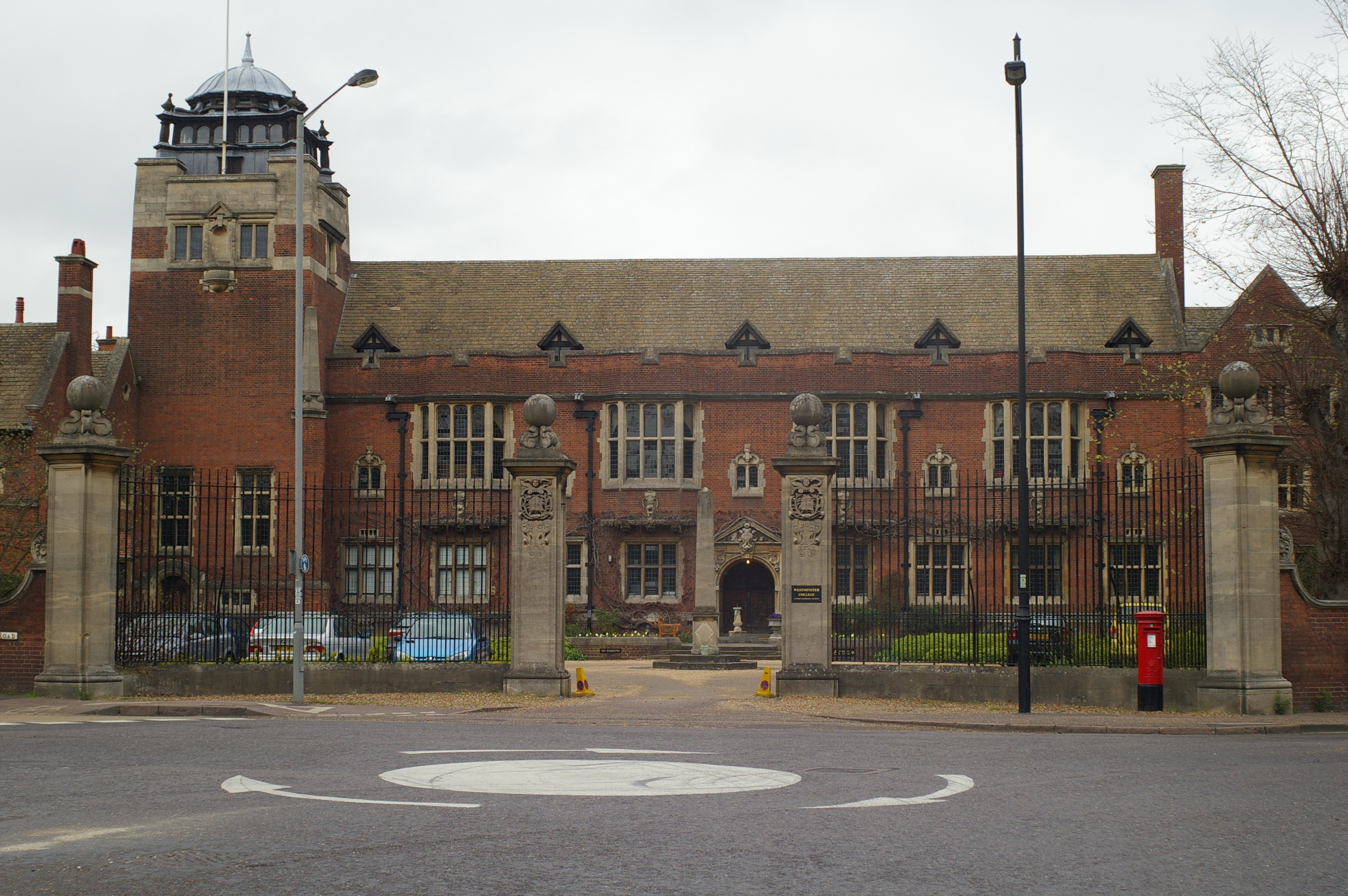
Das Westminster College (Foto) ist der Universität Cambridge nicht angegliedert

John Wood Oman kam auf der Farm Biggins im Kirchspiel Stenness auf der Hauptinsel von Orkney zur Welt. Seine Eltern waren Simon Rust Oman, früher Eigentümer eines Segelschiffs und nun Bauer, und Isabella Irvine Rendall. Ein Bauer in der Nachbarschaft hatte einen Hauslehrer engagiert, diesen Unterricht besuchten auch die Kinder der Biggins-Farm.
1877 immatrikulierte sich Oman an der Universität von Edinburgh und schloss sein Philosophiestudium 1882 mit Auszeichnung ab. Er trat danach ins theologische Seminar der United Presbyterian Church of Scotland in Edinburgh ein. Auslandsaufenthalte an den Universitäten Erlangen, Heidelberg und Neuchâtel schlossen sich an. Wieder in Schottland, arbeitete Oman kurze Zeit als Hilfspfarrer. Seine erste Pfarrstelle trat er in der Clayport Street Church (Alnwick) an und wechselte dazu in die Presbyterian Church of England, der er dann während seines gesamten Berufslebens angehörte. In Alnwick heiratete er 1897 Mary Hannah Hunter Blair. Das Ehepaar hatte vier Töchter.
Als Pfarrer in Alnwick machte Oman durch mehrere Veröffentlichungen auf sich aufmerksam, deren erste die englische Übersetzung von Friedrich Schleiermachers Reden über die Religion (1893) war. 1907 erhielt er den Lehrstuhl für systematische Theologie und Apologetik am Westminster College (dem College der Presbyterian Church of England in Cambridge); hier lehrte er bis zu seiner Emeritierung 1935. Dreimal war er Stanton Lecturer für Religionsphilosophie (1913–1916, 1919–1922, 1929–1931). 1909 wurde er Mitglied des Queens’ College und erhielt 1935 die Ehrenmitgliedschaft des Jesus College. Die Universitäten Edinburgh und Oxford verliehen ihm den Ehrendoktortitel. 1938 wählte man ihn als Fellow in die British Academy. Auch in seiner Kirche übernahm er Führungsaufgaben und wurde 1931 zum Moderator der General Assembly gewählt.

## Werk
Als Religionsphilosoph befasste sich Oman mit der Beziehung zwischen Glaube und Freiheit sowie dem Individuum und der Individualität. Im Kontext des Ersten Weltkriegs wurden seine Überlegungen zum Handeln Gottes in der Geschichte und der menschlichen Freiheit vielfach als hilfreich wahrgenommen. Von Schleiermacher übernahm Oman den Begriff der „inneren Wahrheit“, die in seiner Interpretation in Beziehung zum Übernatürlichen (einer objektiven Wirklichkeit) stand. Als Hauptwerk gilt The Natural and the Supernatural (1931). Oman vertrat den Gedanken des ständigen Fortschritts der Menschheit hin zu ihrer Befreiung und wurde mit diesem Hauptgedanken in der zeitgenössischen englischen Theologie stark rezipiert. Oman bezog sich in The Natural and the Supernatural auf die Erfahrung der offenen Landschaft und des Meeres, die ihn in seiner Jugend auf Orkney tief geprägt hatten, und leitete daraus ab, dass der Mensch in der Natur und in moralischen Werten eine göttliche Ordnung wahrnehmen könne. Dies befähige ihn zu einem Handeln in Freiheit, womit er Gottes Absicht verwirkliche.

## Veröffentlichungen (Auswahl)
- Vision and Authority; or, the Throne of St. Peter (1902)
- The Problem of Faith and Freedom in the last two Centuries (1906)
- The Church and the Divine Order (1911)
- Grace and Personality (1917)
- The Paradox of the World (1921)
- The Natural and the Supernatural (1931)
- Concerning the Ministry (1936)
- Honest Religion (postum 1941)